# Zircon
Pour les articles homonymes, voir Zircon (homonymie).
Cet article possède un paronyme, voir Zircone.
Le zircon est un minéral du groupe des silicates, sous-groupe des nésosilicates. De composition ZrSiO4, c'est un silicate de zirconium naturel. Ses cristaux font partie des pierres fines de la joaillerie.
Le mot zircon proviendrait, soit de l'arabe zarqun (« cinabre »), soit du persan zargun (« doré »). On retrouve cette étymologie dans l'anglais jargoon, qui désigne des zircons de couleur claire. Les zircons jaunes à grenat sont appelés hyacinthes (du grec signifiant « jacinthe »),. Les spécimens transparents sont utilisés en joaillerie pour des utilisations similaires à celles du diamant.
Le terme de zircon est parfois utilisé à tort pour désigner la zircone, l'oxyde de zirconium de composition ZrO2. La zircone à l'état naturel (minéral baddeleyite (en)) est extraite industriellement pour servir de substitut peu onéreux au diamant.

## Système cristallin et formation

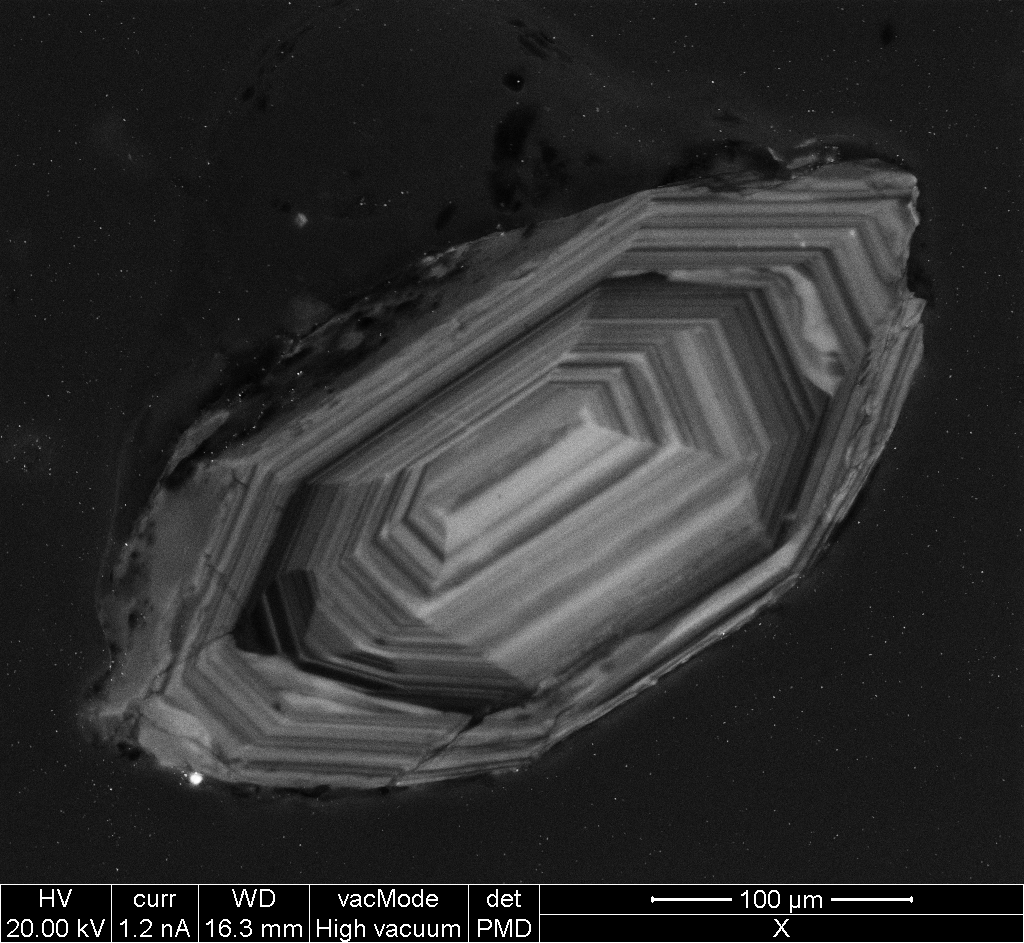
Image MEB - CL d'un grain détritique de zircon.

Le zircon cristallise dans le système cristallin tétragonal (classe cristalline 4/m 2/m 2/m) et présente une dureté relative de 6,5 à 7,5 sur l'échelle de Mohs. Parfois incolores, les zircons ont une couleur naturelle qui varie de doré à rouge et brun, mais ils peuvent aussi être verts, bleus ou noirs. La poussière de zircon est blanche. Le zircon peut être chatoyant, c'est-à-dire montrer un effet « œil de chat » sur les pierres taillées en cabochon. Les spécimens, qui par leur taille et leur pureté sont considérés comme des pierres précieuses, sont appréciés comme substitut des diamants, avec lesquels on les confond souvent.
Des cristaux de zircon, sous forme de grains inclus dans des roches plus récentes, sont les plus anciens témoins minéraux terrestres connus. Les plus vieux remontent à 4,3 ou 4,4 Ga, soit 150 Ma après la formation de la planète. Le minéral zircon se forme pendant la genèse de roches plutoniques communes, principaux constituants « granitoïdes » de l'écorce terrestre, en particulier les granites et les roches alcalines telles la pegmatite ou la syénite. Il apparaît avec les produits précoces de la cristallisation primaire des roches magmatiques. Ces minéraux sont le quartz, les feldspaths plagioclases et potassiques, la hornblende, la biotite, la chlorite, la muscovite, le rutile, l'apatite, la pyrite et la monazite.
C’est un minéral rare dans les basaltes mais relativement fréquent dans les granites, les gneiss, les syénites et les pegmatites, souvent en inclusions dans la biotite contenue dans ces roches.
Dans les roches métamorphiques, le zircon se présente sous forme recristallisée ou épitactique. On trouve dans les sédiments des zircons détritiques, c'est-à-dire des grains transportés et charriés par l'érosion. Les zircons ont en général une taille moyenne comprise entre 100 et 300 µm, par ex. dans les roches granitiques. Toutefois ils atteignent occasionnellement la taille de plusieurs centimètres, surtout dans les pegmatites, ou après transport, dans des alluvions (placers).
L'analyse de la forme et de l'édifice cristallin des zircons renseigne sur leurs conditions de formation et leur croissance future.

## Chimie
Le zircon contient fréquemment des impuretés et divers corps ou minéraux sous forme d'inclusions. La forme oxyde théorique du zircon est composée de 67,1 % ZrO2 et de 32,9 % de SiO2. D'après Rösler (1991) elle peut, dans certains cas extrêmes, contenir jusqu'à 30 % d'oxyde d'hafnium(IV) (HfO2), 12 % de dioxyde de thorium (ThO2) ou 1,5 % de dioxyde d'uranium (UO2). La densité monte corrélativement à 4,3–4,8 g·cm-3.
Les zircons des granites contiennent presque toujours U et Th en remplacement isomorphique de Zr et la détermination des rapports Th/U ou Pb/U sert à déterminer l’âge des granites, ce groupe est donc très important en géologie.
La thorite et l’uranothorite sont facilement hydratées sans que cela détruise la structure, on a :
- la thorogummite : (Th, U) (Si, H4)O4 ;
- la coffinite : U(Si, H4)O4.

## Structure
De formule générale XSiO4, où X4+ peut être Zr4+ de diamètre 0,79 Å ou Th4+ de diamètre 1,02 Å ou encore U4+ de diamètre 0,97 Å.
Quadratique, une maille contient quatre molécules (Z = 4).
L'édifice cristallin de nombreux zircons est localement détruit par l'action de rayons de haute énergie (état dit « métamicte ») : ces cristaux exhibent généralement une couleur brun sombre. À l'état métamicte, de l'eau peut être absorbée par la matrice, avec pour conséquence un effondrement caractéristique de la densité et de la dureté de la roche.

## Datation isotopique

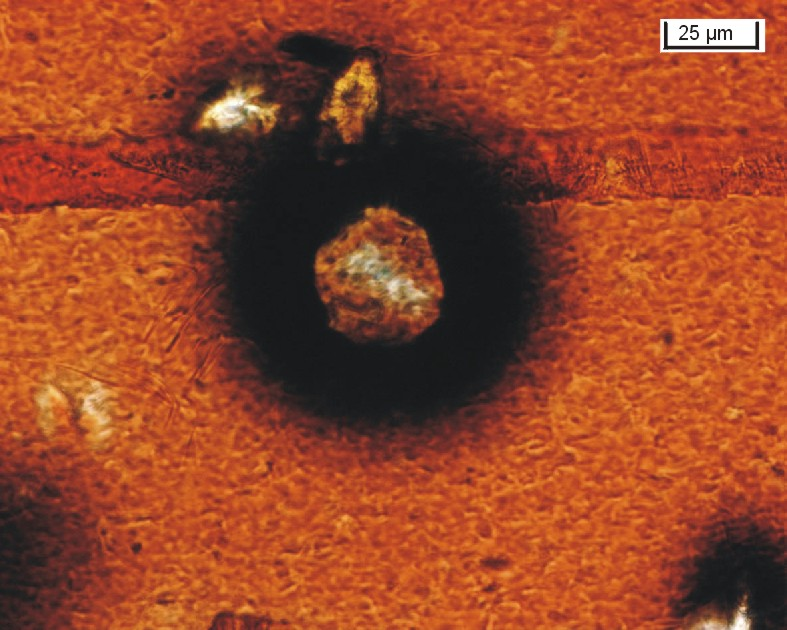
Un zircon dans une matrice de biotite : Des particules alpha émises par désintégration radioactive bombardent et détruisent la matrice de biotite ; il se forme ce qu'on appelle un halo pléochroïque.

### Méthodes
Les zircons sont (avec les apatites) les minéraux les plus utilisés en thermochronologie, et géochronologie.
La datation isotopique d'un minéral repose sur la mesure de la quantité d'un élément fils, produit de la désintégration d'un élément père, présent lors de la cristallisation du minéral. Or ces éléments fils se diffusent dans l'environnement quand le grain étudié est à une température élevée. Ce qui est ainsi daté par géochronologie est le temps que le minéral a passé depuis qu'il a franchi sa température de fermeture c'est-à-dire, depuis qu'il est suffisamment « froid » pour que les éléments fils ne puissent diffuser hors du grain.
Dans le cas du zircon, la substitution dans la maille cristalline d'atomes de zirconium (Zr) par des atomes d'uranium (U) de dimensions similaires est fréquente, ce qui n'est pas le cas avec la plupart des autres éléments. Le zircon est donc un minéral de choix pour la datation par les méthodes radiochronologiques basées sur l'uranium. Trois différentes méthodes sont utilisées dans le cas du zircon, chacune reposant sur des températures de fermeture différentes :
- la datation par l'uranium-plomb ou U-Pb renseigne sur la date de cristallisation du minéral (température de fermeture de 760 à 900 °C) ;
- la datation par les traces de fission indique le franchissement de la température de fermeture 200 à 260 °C, au-delà de cette température, les traces sont effacées ;
- la datation par l'uranium-thorium ou U-Th/He, indique le franchissement de la limite de diffusion de l'Hélium soit une température de fermeture de 130 à 180 °C.

### Applications
Le zircon est particulièrement résistant à l'altération et au métamorphisme. Il est donc facilement recyclé, c'est-à-dire érodé de sa roche mère, déposé dans un bassin sédimentaire et potentiellement ré-érodé sans être détruit pendant l'opération. La teneur en zircon d'une roche sédimentaire peut ainsi être un proxy de son taux de recyclage lors d'analyses de minéraux lourds en provenance et Source to sink[Quoi ?].
Sa résistance en fait le seul minéral susceptible de survivre sur de très longues échelles de temps (plusieurs milliards d'années) et ainsi un minéral très utile dans la datation de la Terre. Les plus anciens zircons terrestres ont été trouvés dans la formation des Gneiss de Narryer dans le Craton de Yilgarn en Australie occidentale, avec un âge estimé à 4,4 milliards d'années. Cet âge est interprété comme celui de la formation de ces zircons qui ont été séparés de leur matrice de cristallisation par érosion puis incorporés dans un sédiment qui fut métamorphisé en un gneiss. Ils sont les fragments de roches les plus âgés de la Terre trouvées en 2014.

## Utilisation

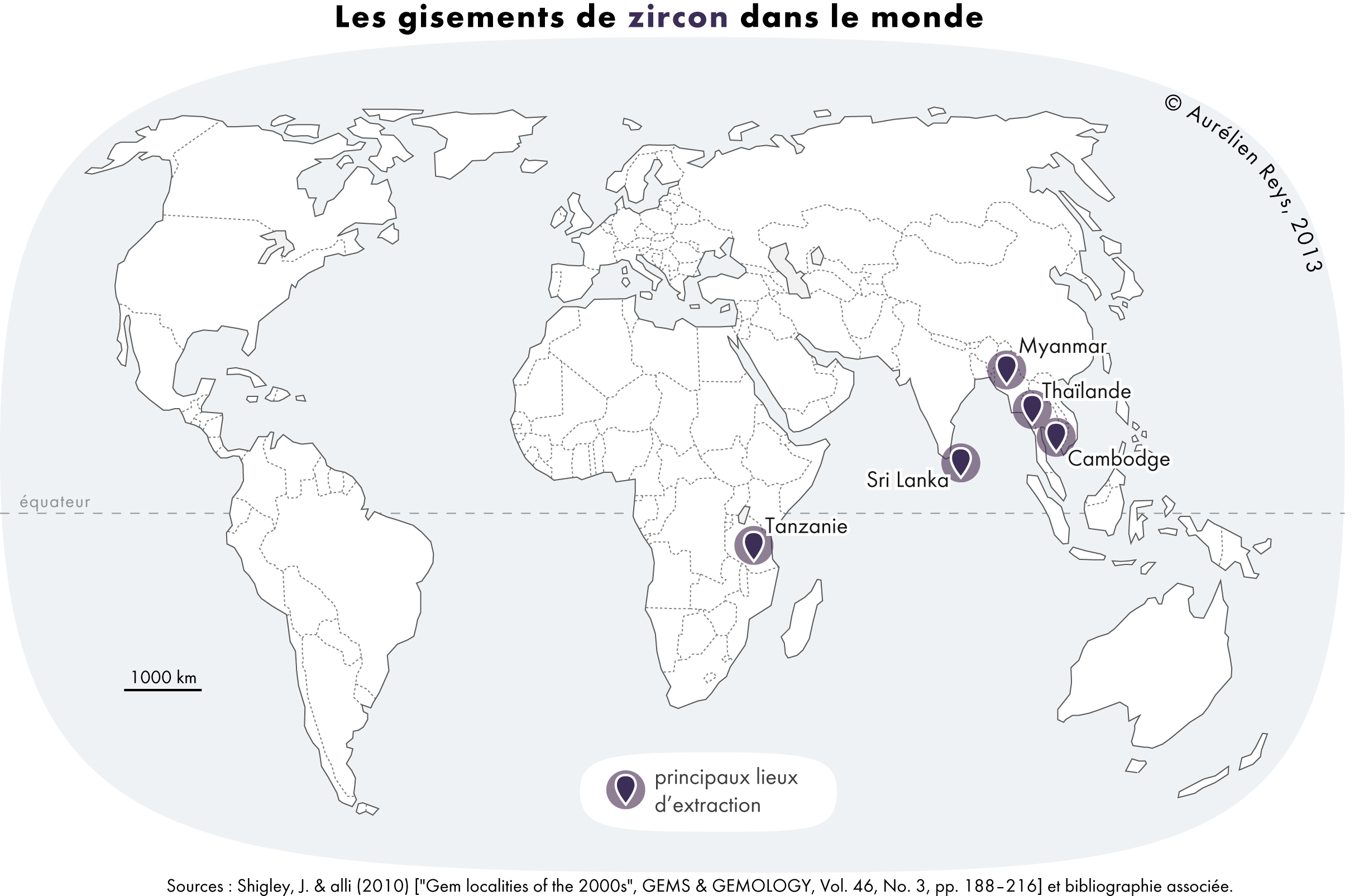
Carte des principaux pays producteurs de zircons dans le monde.

Le zircon est le principal minerai de zirconium et de hafnium, tous deux utilisés dans les réacteurs nucléaires mais pour des raisons opposées : le premier est transparent aux neutrons, le deuxième les absorbe.
On rencontre les zircons le plus souvent dans les alluvions métallifères, où l'on trouve occasionnellement les gemmes libres de toute gangue. Les alluvions les plus riches en zircons se trouvent en Inde, aux États-Unis, en Australie, à Ceylan ou en Afrique du Sud.
Par leur indice optique élevé (indice optique de 1,95, comparé au diamant : 2,4, à la zircone : 2,2 et au quartz : 1,5) les spécimens les plus gros sont taillés en cabochon. Par traitement thermique, la couleur de zircons bruns ou troubles peut être modifiée, et passer selon le degré de chauffage à translucide, bleue ou dorée.
Le verre de zircon est employé comme sarcophage de déchets radioactifs (par ex. du plutonium) pour le stockage de déchets, sarcophage qui, selon les recherches actuelles, contient la radioactivité au moins 2 000 ans.